# 존 폴 피톡
존 폴 피톡(John Paul Pitoc, 1974년 3월 5일 ~ )은 미국의 배우, 텔레비전 배우이다.
퀸스에서 태어났다.

## 영화
- 더 와일드 번치 (2012년)
- 고스트 위스퍼러 시즌1 (2005년)
- 스피시즈 3 (2004년) - 하스팅스 역
- 저스트 캔트 겟 이너프 (2001년) - 클레이턴 역
- 트릭 (1999년) - 마크 역